# Ma'ale Michmas
Ma'ale Michmas (hebrejsky מַעֲלֵה מִכְמָשׂ, doslova „Svah Michmasu“, podle biblického města, které zmiňuje například 1. kniha Samuelova 13,5 - „Přitáhli a utábořili se v Mikmásu“, v oficiálním přepisu do angličtiny Ma'ale Mikhmas) je izraelská osada a vesnice typu společná osada (jišuv kehilati) na Západním břehu Jordánu v distriktu Judea a Samaří a v Oblastní radě Mate Binjamin.

## Geografie
Nachází se v nadmořské výšce 590 metrů na jihovýchodním okraji Samařska, na severním okraji Judské pouště. Leží cca 13 kilometrů severovýchodně od historického jádra Jeruzalému, cca 15 kilometrů západně od Jericha a cca 55 kilometrů jihovýchodně od centra Tel Avivu.
Vesnice je na dopravní síť Západního břehu Jordánu napojena pomocí lokální silnice číslo číslo 458 (takzvaná Alonova silnice), která vede jednak na jih, směrem ke kaňonu Nachal Prat (Vádí Kelt) a dál, k bloku izraelských osad v okolí města Ma'ale Adumim, jednak na sever, k dalším izraelským sídlům podél východního okraje hornatiny Samařska a do Jordánského údolí. Spojení s Jeruzalémem (kromě jižního směru silnice číslo 458) nabízí i lokální cesta severozápadně od Ma'ale Michmas, která pak ústí do dálnice číslo 60, jež spojuje severojižním směrem téměř celý region centrálního Samařska.
Ma'ale Michmas leží na okraji souvisle osídleného území Západního břehu Jordánu. Směrem na východ už následuje prakticky neobydlená pouštní krajina, která se svažuje k Jordánskému údolí. Na severu i na jihu je obec napojena do řetězce izraelských osad (například Alon, Kfar Adumim, Rimonim). Pouze na západě se nacházejí i palestinské vesnice, nejblíže z nich Mukhmas, cca 3 kilometry jihozápadním směrem.

## Dějiny
Obec Ma'ale Michmas byla založena roku 1981. Navazuje svým jménem na starověký Mikmás, jehož jméno dodnes připomíná sousední palestinská vesnice Mukhmas. Na severní straně kopce, na kterém stojí nynější osada Ma'ale Michmas byly objeveny archeologické pozůstatky osídlení z doby Druhého chrámu.
Současná obec vznikla v červenci 1981 na území, které v roce 1967 dobyla izraelská armáda. Za vznikem nové izraelské osady stála skupina akttivistů, kteří se již předtím podíleli na založení města Ma'ale Adumim a kteří se nyní rozhodli posílit izraelskou přítomnost na severovýchodním okraji aglomerace Jeruzalému. 24. srpna 1980 zamítla izraelská vláda odvolání Jigaela Jadina proti chystanému založení tří nových osad včetně té, která byla pracovně nazývána Michmas. 9. prosince 1980 vláda výstavbu nové vesnice schválila. K založení osady pak došlo v předvečer izraelských parlamentních voleb v červenci 1981. První skupina obyvatel sestávala z 19 rodin. Podle jiného zdroje šlo o 25 rodin.
Původní zástavba sestávala z mobilních prefabrikovaných domů. Prvních 20 zděných domů zde začalo vyrůstat v roce 1985 ve čtvrti nazvané Šlav Alef (První fáze). Kromě toho začala vyrůstat v sousedství osady průmyslová zóna. Následovala počátkem 90. let Šlav Bet (Druhá fáze) sestávající z 28 rodinných domků (později dodatečně rozšiřovaných). V polovině 90. let 20. století pak začala výstava Šlav Gimel (Třetí fáze) tvořená dvojdomky s kapacitou 28 bytů. Územní plán počítal s kapacitou 137 bytových jednotek (v severní a jižní části obce) a později schválen i plán zahrnující dalších 140 bytů v jihovýchodní části obce. Velká část z této kapacity byla do počátku 21. století skutečně stavebně využita. V srpnu 1998 navíc byla východně od vesnice, na protější straně od silnice číslo 458, založena nová izolovaná čtvrť nazvaná Micpe Dani (מצפה דני, Mitzpe Dani), doslova Daniho vyhlídka, podle Daniho Freie, místního mladíka, který byl zabit v září 1995, kdy do osady pronikl palestinský terorista. Deset let po založení uváděno v Micpe Dani 21 trvale usazených rodin v 28 mobilních karavanech.
V roce 1998 také začala výstavba čtvrti Miškenot Zevulun, která na jihovýchodě přiléhá k vlastní obci a jejíž výhledová kapacita je 100 rodinných domků. V roce 1999 zahájeno budování čtvrtí Šlav Dalet (Čtvrtá fáze) s 10 rodinnými domky (dokončena v polovině roku 2000) a Šaked s 16 rodinnými domy (dokončena v polovině roku 2002). Kromě toho vyrostla v lednu 2001 v jisté vzdálenosti od samotné osady ještě izolovaná skupina Neve Erec Darom, též nazývaná South Ma'ale Mikhmas neboli Ma'ale Michmas-jih. Tu o pár let později obývalo šest rodin v deseti karavanech. V červenci 2009 založila skupina mládeže z Ma'ale Michmas další izolovanou skupinu domů nazvanou Inbalim. Šlo o gesto vůči premiérovi Benjaminu Netanjahuovi, aby neustupoval tlaku USA na zastavení výstavby osad na Západním břehu Jordánu.
V Ma'ale Michmas funguje náboženská základní škola a předškolní zařízení.
Počátkem 21. století nebyla obec zahrnuta do Izraelské bezpečnostní bariéry, která do svých hranic pojala jen kompaktní bloky izraelských osad, zejména poblíž Zelené linie. Budoucí existence osady závisí na podmínkách případné mírové smlouvy s Palestinci

## Demografie
Obyvatelstvo Ma'ale Michmas je v databázi rady Ješa popisováno jako nábožensky zaměřené. Podle údajů z roku 2014 tvořili naprostou většinu obyvatel Židé (včetně statistické kategorie "ostatní", která zahrnuje nearabské obyvatele židovského původu ale bez formální příslušnosti k židovskému náboženství). V obci se usadila větší skupina židovských přistěhovalců z Francie. Ulici, kde bydlí, se říká "Champs-Elysées".
Jde o menší obec vesnického typu s dlouhodobě rostoucí populací. K 31. prosinci 2014 zde žilo 1319 lidí. Během roku 2014 registrovaná populace stoupla o 2,5 %.
| Rok            | 1983 | 1987 | 1988 | 1989 | 1990 | 1991 | 1992 | 1993 | 1994 | 1995 | 1996 | 1997 | 1998 | 1999 | 2000 |
| -------------- | ---- | ---- | ---- | ---- | ---- | ---- | ---- | ---- | ---- | ---- | ---- | ---- | ---- | ---- | ---- |
| Počet obyvatel | 134  | 216  | 214  | 238  | 280  | 368  | 421  | 489  | 539  | 589  | 525  | 624  | 671  | 753  | 826  |

| Rok            | 2001 | 2002 | 2003 | 2004  | 2005  | 2006  | 2007  | 2008  | 2009  | 2010  | 2011  | 2012  | 2013  | 2014  |
| -------------- | ---- | ---- | ---- | ----- | ----- | ----- | ----- | ----- | ----- | ----- | ----- | ----- | ----- | ----- |
| Počet obyvatel | 905  | 945  | 980  | 1 055 | 1 126 | 1 184 | 1 229 | 1 261 | 1 079 | 1 102 | 1 172 | 1 251 | 1 287 | 1 319 |